# Hyalinobatrachium ibama
Hyalinobatrachium ibama là một loài ếch trong họ Centrolenidae. Loài này được tìm thấy ở Cordillera Oriental, Santander Department, Colombia, và ở Barinas, Venezuela.
Môi trường sống tự nhiên của nó là các khu rừng vùng núi ẩm nhiệt đới hoặc cận nhiệt đới và sông. Loài này đang bị đe dọa do mất môi trường sống.

## Môi trường sống
Hyalinobatrachium ibama, thường được biết đến với những đặc điểm độc đáo, phát triển mạnh trong môi trường sống ven sông tươi tốt của các khu rừng già. Những môi trường nguyên sơ này cung cấp môi trường lý tưởng cho các loài đẻ trứng, một quá trình diễn ra trên thảm thực vật trong khi nòng nọc trải qua quá trình phát triển ở các dòng suối gần đó. Sự cân bằng tinh tế của những môi trường sống này là rất quan trọng cho sự tồn tại và sinh sản của loài lưỡng cư hấp dẫn này.

## Những nỗ lực bảo tồn và tình trạng
Mặc dù được coi là loài phổ biến nhưng ếch Hyalinobatrachium ibama đang phải đối mặt với mối đe dọa sắp xảy ra do mất môi trường sống, chủ yếu do mở rộng nông nghiệp. Sự xâm lấn của các hoạt động như chăn nuôi gia súc, trồng trọt trái phép và đặc biệt là trồng hành đã dẫn đến sự suy giảm về quy mô và chất lượng môi trường sống của chúng. Mặc dù sự suy giảm đang diễn ra nhưng vẫn thiếu bằng chứng cụ thể về tình trạng hiện tại của dân số. Những nỗ lực bảo tồn là cần thiết để giảm thiểu tác động của việc mất môi trường sống và đảm bảo sự tồn tại liên tục của loài này.

## Phân loại
Ếch Hyalinobatrachium ibama, được tìm thấy ở sườn phía tây của Cordillera Oriental ở Boyacá, Norte de Santander và Santander của Colombia, thuộc một dòng phân loại đặc biệt. Mặc dù được biết đến từ các ghi chép ở độ cao từ 1.479–2.200 mét so với mực nước biển, có ý kiến cho rằng phạm vi của nó có thể vượt ra ngoài các vị trí được ghi chép hiện tại. Việc thăm dò và nghiên cứu sâu hơn là điều cần thiết để hiểu đầy đủ về phân loại và phân bố của loài ếch hấp dẫn này.

## Mối đe dọa
Mối đe dọa chính đối với ếch Hyalinobatrachium ibama phát sinh từ việc mở rộng không ngừng các hoạt động nông nghiệp, bao gồm chăn nuôi gia súc và trồng trọt trái phép các loại cây trồng như hành. Những hoạt động này góp phần làm mất môi trường sống tự nhiên một cách đáng báo động. Ngoài ra, loài này còn phải đối mặt với tình trạng ô nhiễm do hậu quả của việc khử trùng các loại cây trồng bất hợp pháp. Sự cân bằng mong manh của hệ sinh thái càng bị đe dọa bởi những áp lực môi trường này.